# Qiaomu
Qiaomu är en socken i östra Kina. Den ligger i Qingyang härad i staden Chizhou i provinsen Anhui, omkring 150 kilometer sydost om provinshuvudstaden Hefei. Antalet invånare är 8 821. Befolkningen består av 4 332 kvinnor och 4 488 män. Barn under 15 år utgör 17,0 %, vuxna 15-64 år 71 %, och äldre över 65 år 11,0 %.